# Protuberancia solar

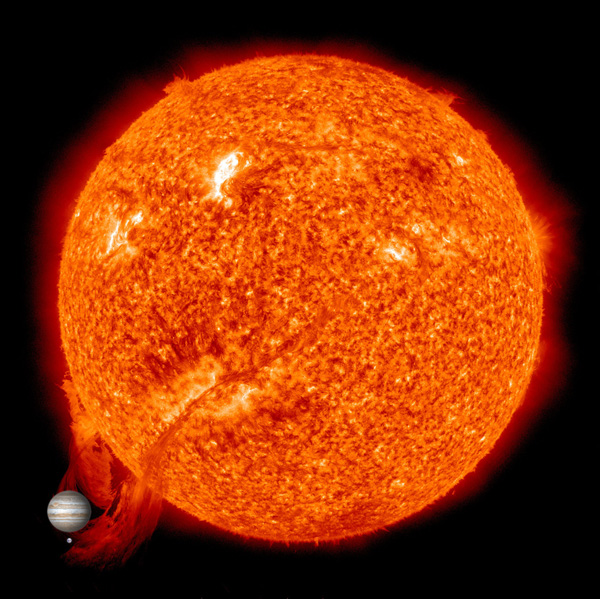
Protuberancia solar comparada con el tamaño de la Tierra y Júpiter.

Una protuberancia solar es una gran estructura gaseosa situada sobre la superficie del Sol, a menudo en una forma de bucle. Dichas protuberancias emergen de la superficie del Sol, la fotosfera, y se extienden hasta alcanzar la corona solar. Mientras la corona consta de un gas extremadamente caliente e ionizado, conocido como plasma, y que emite tan poca luz visible como para quedar oculta por la fotosfera, las protuberancias se componen de un plasma mucho más frío, similar en composición al de la cromosfera. El plasma de las protuberancias es típicamente cien veces más frío y denso que el de la corona.
Una protuberancia puede formarse en escalas de tiempo del orden del día, y protuberancias estables pueden persistir en la corona durante varios meses, alzándose cientos de miles de kilómetros hacia el espacio. Algunas protuberancias pueden truncarse y originar eyecciones de masa coronal. Los científicos actualmente están investigando cómo y por qué se producen las protuberancias solares.
El material del que están compuestas las protuberancias es plasma, un gas caliente compuesto principalmente de Hidrógeno eléctricamente cargado y de Helio. El plasma fluye siguiendo las líneas del campo magnético generado por el dinamo interno del Sol, las cuales en general están retorcidas a lo largo de la superficie solar. Una protuberancia eruptiva ocurre cuando dicha estructura se vuelve inestable y se producen reconexiones magnéticas, produciéndose estallidos que liberan el plasma.
Una protuberancia típica se extiende a lo largo de miles de kilómetros; la mayor protuberancia observada se estima que tenía una longitud por encima de los 800 000 km, equivalente al radio del Sol.

## Historia
La primera descripción detallada de una protuberancia solar se remonta al siglo XIV, con Códice Laurenciano observando el eclipse solar del 1 de mayo de 1185. Fueron descritas como "lenguas de llamas vivas."

## Protuberancias y filamentos
Cuando una protuberancia es vista desde una perspectiva tal que la superficie del Sol se encuentra detrás de ella, en lugar de verla sobre el espacio profundo, aparece más oscura que el fondo circundante. En este caso se la conoce como filamento solar. Es posible tener un punto de visión desde el cual vemos a la vez ambas cosas para una misma estructura: un filamento y una protuberancia. Algunas protuberancias son tan potentes que eyectan material del Sol al espacio a velocidades de entre 600 y 1000 km/s. Otras protuberancias forman bucles enormes o columnas en forma de arco por encima de las manchas solares, y que puede alcanzar alturas de centenares de miles de kilómetros. Las protuberancias pueden durar entre unos cuantos días y unos cuantos meses.

## Imágenes

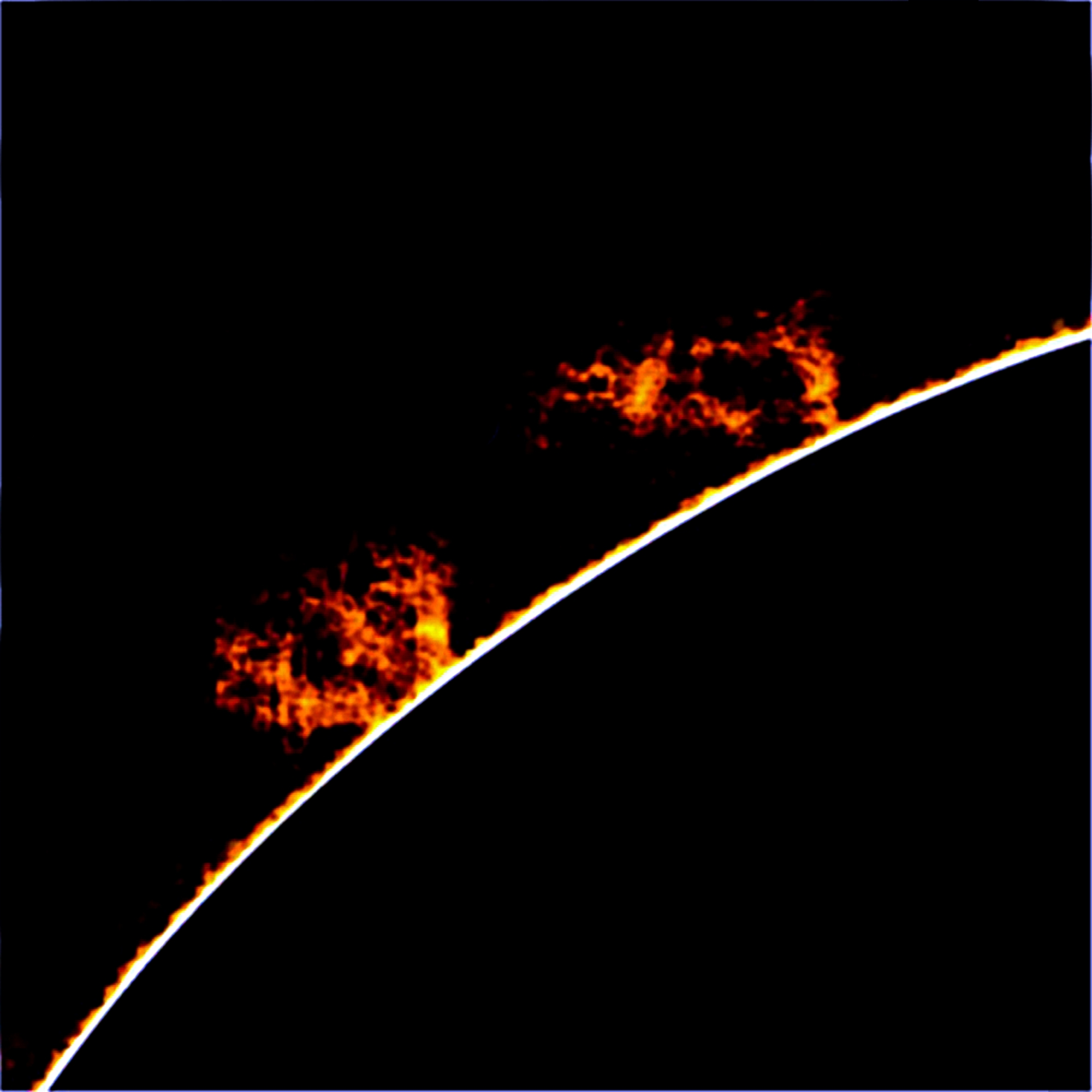
Protuberancias solares.
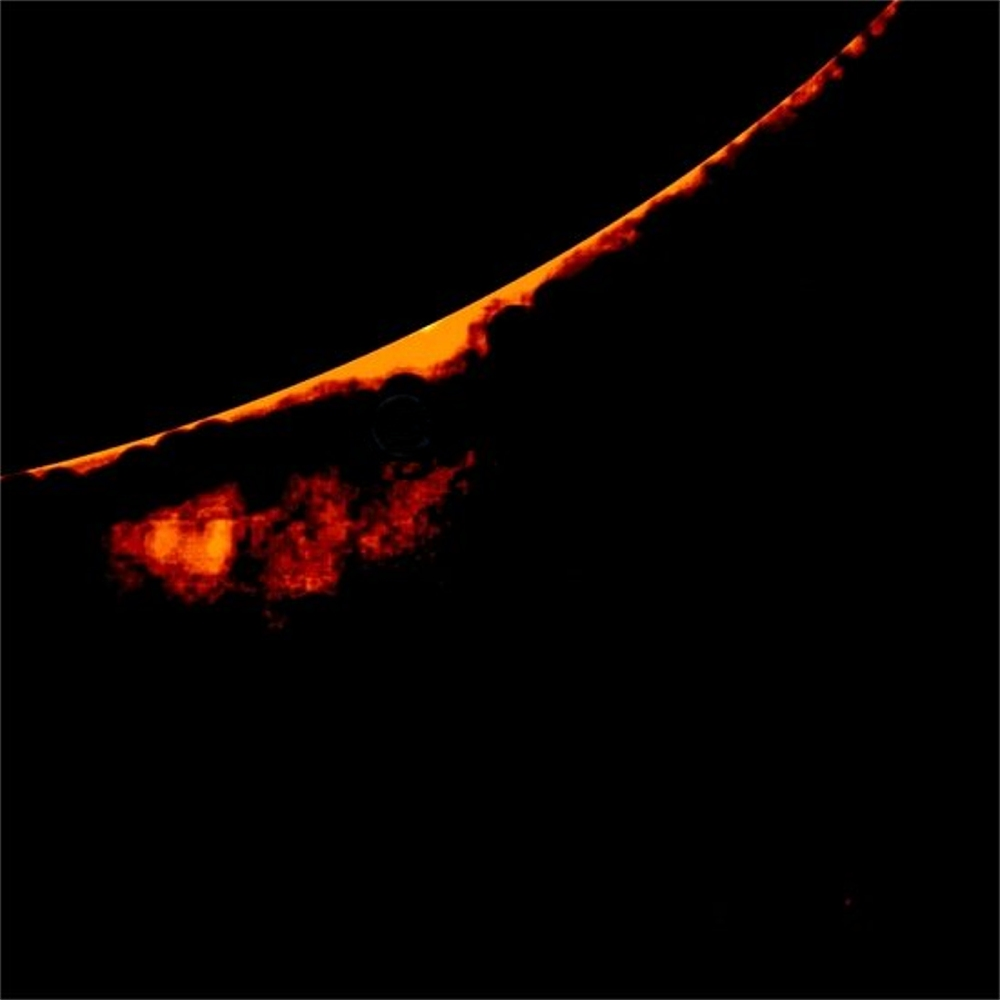
Protuberancia solar desconectada.
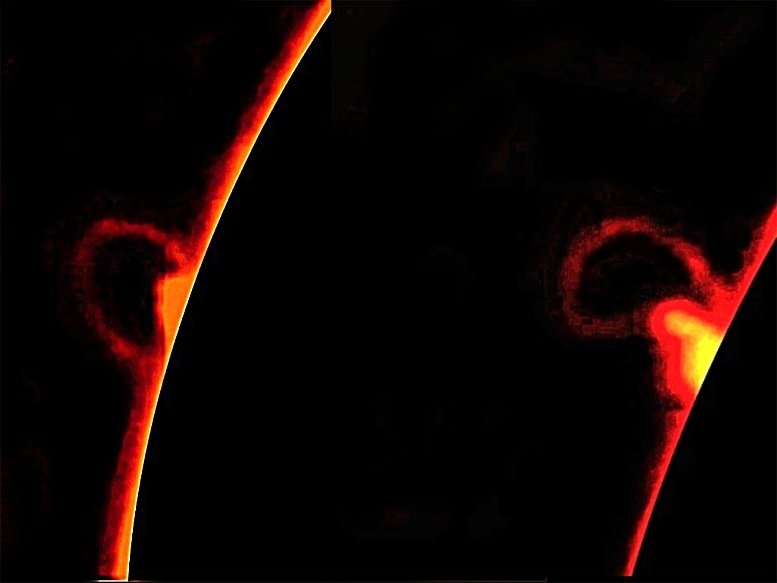
Fulguración solar y posterior protuberancia.
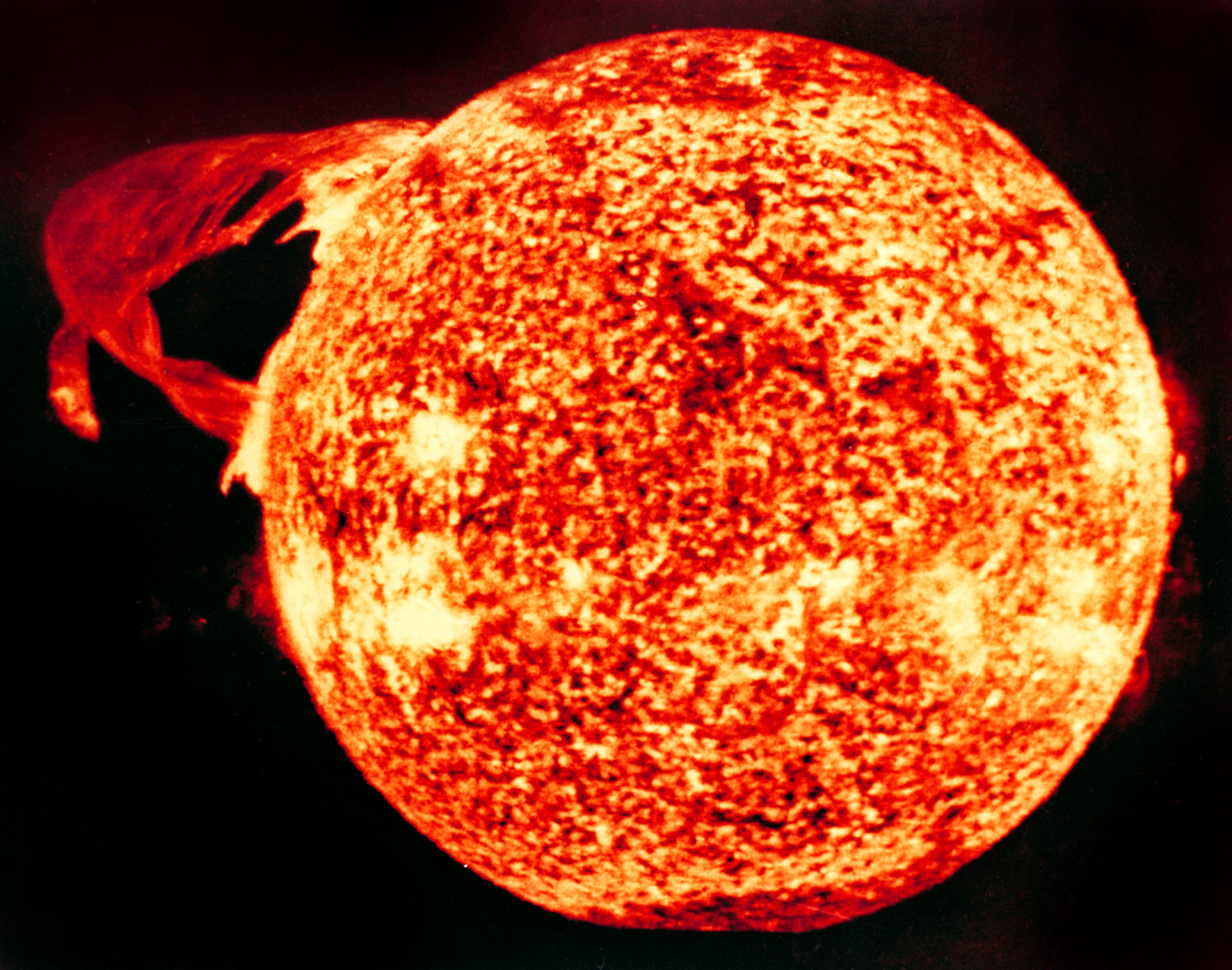
Fulguración solar sobresaliente (Skylab 1973).
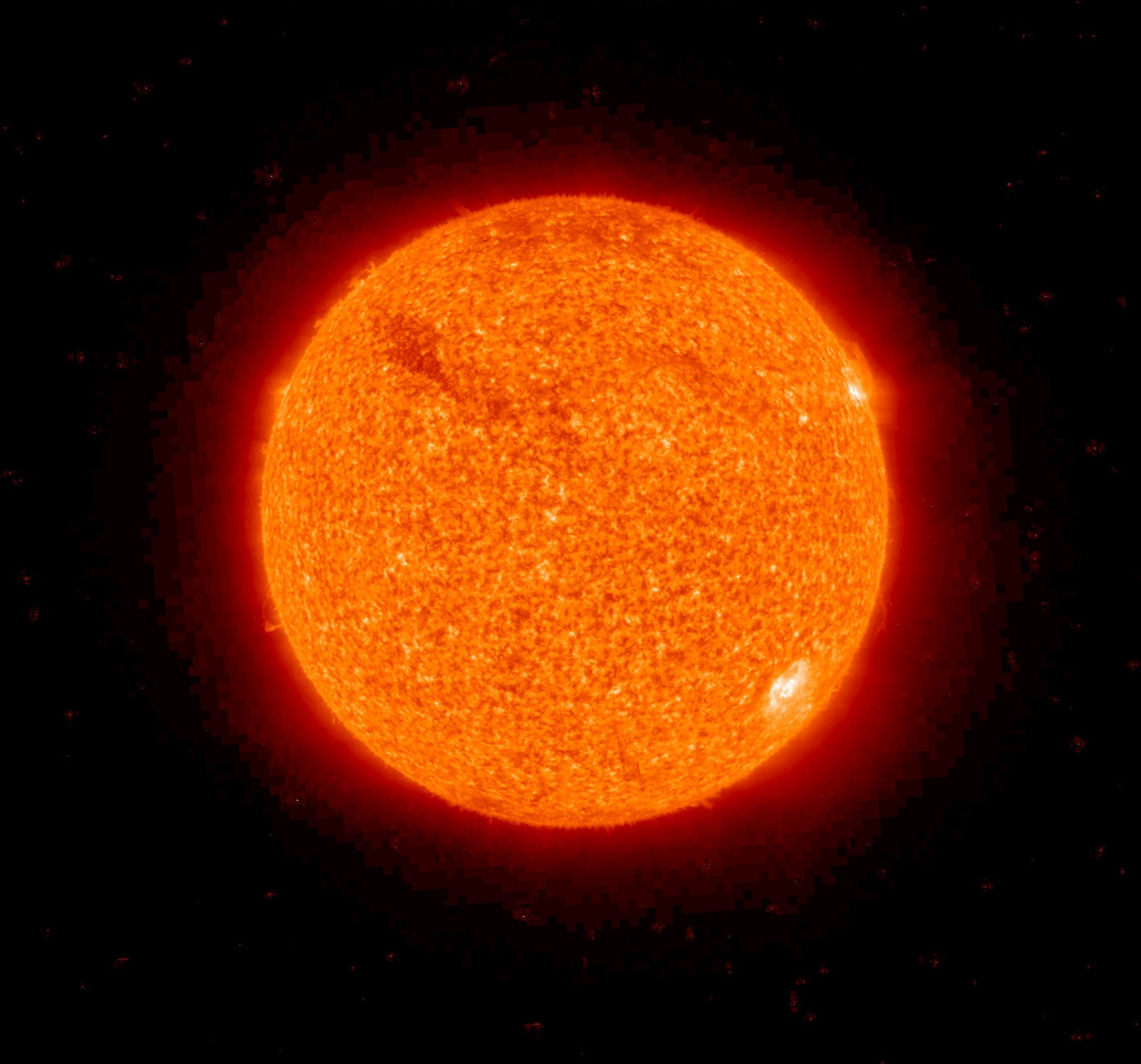
Protuberancia solar vista por detrás por STEREO.
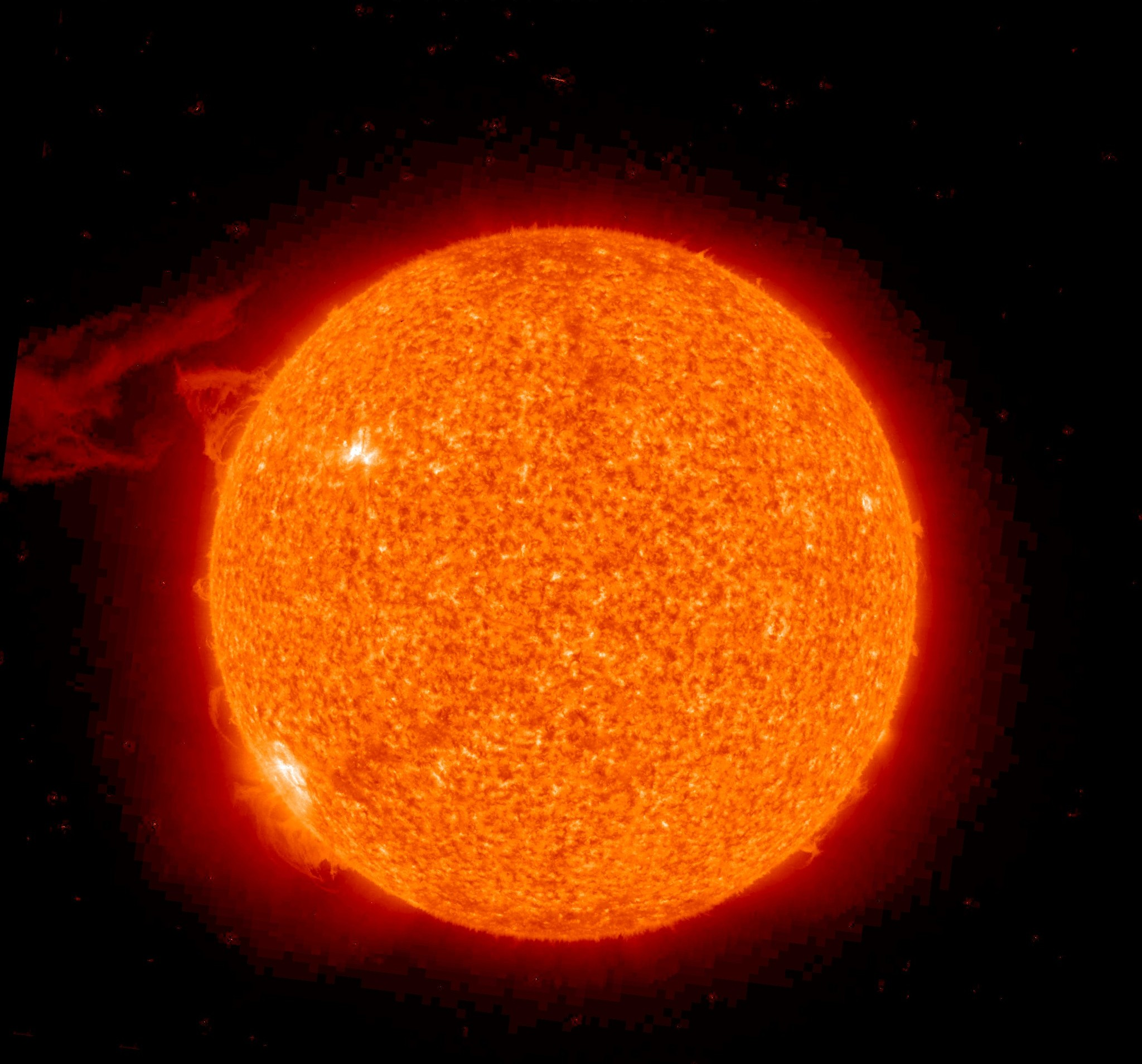
Protuberancia solar vista desde delante por STEREO.
Protuberancias solares (en rojo) visibles alrededor del borde del sol durante un eclipse.